# Amurleopard
Amurleopard (Panthera pardus orientalis) är en av nio underarter leopard. Dess fläckar är större och sitter längre ifrån varandra än hos nominatarten.
Det finns bara omkring 110 individer av dessa djur kvar i vilt tillstånd. Dessa lever i nordöstra Kina, östra Ryssland och norra Nordkorea. Det finns också cirka 300 individer i djurparker runt om i världen. Internationella naturvårdsunionen listar därför amurleoparden som akut hotad.

## Biologi och kännetecken
Amurleoparden har en päls som gör den mer anpassad till ett kallare klimat. Den särskiljer sig från andra leopardunderarter med sin större storlek, tätare och längre päls samt sina rosettfläckar som har längre avstånd från varandra. Den gula grundfärgen är något ljusare än hos andra underarter till leopard.

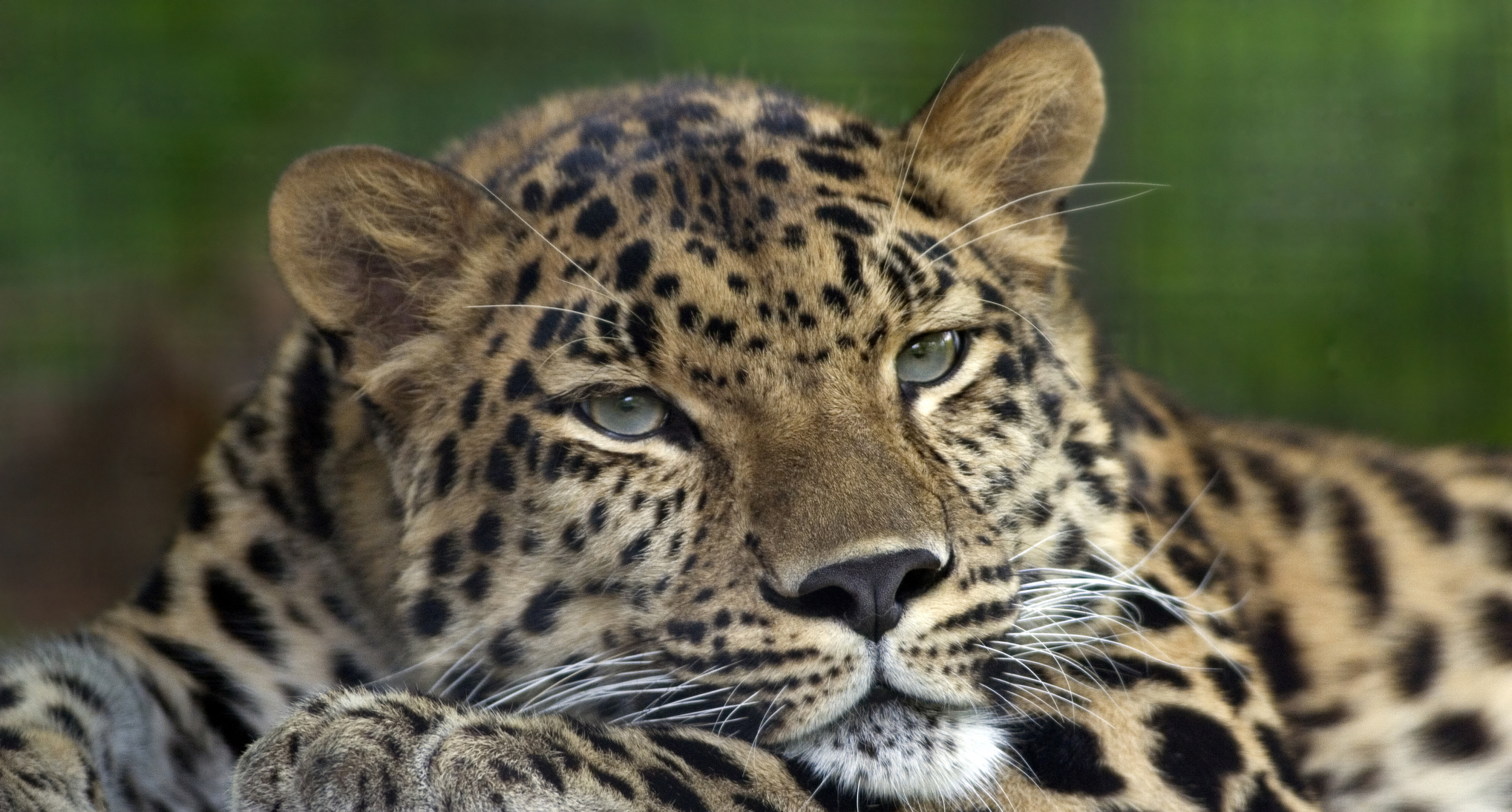
Amurleopard på Pittsburgh Zoo.

Den här underarten är något större än någon av de åtta andra leoparderna. Dess längd ligger på mellan 95 och 190 centimeter, där honan i snitt är 3–4 dm kortare. Vikten ligger på mellan 25 och 75 kilogram, där honan i snitt är 20–30 procent lättare än hanen. Mankhöjden på vuxna individer ligger på mellan 45 och 80 cm.

## Utbredning
Under 1800-talet hade amurleoparden ett utbredningsområde från Chabarovsk i norr till Peking i syd. Utbredningsområdet minskade starkt under 1900-talet, på grund av tjuvjakt på leoparder, deras bytesdjur och förlust av livsmiljö.
Numera förekommer underarten bara i bergsområden i sydöstra Ryssland (Primorje kraj), i Amurs flodområden i Kina (provinserna Jilin och Heilongjiang) och möjligen i de angränsande områdena i nordligaste Nordkorea. Detta är områden med en blandning av löv- och barrskog, och en av de globalt sett mest artrika tempererade skogarna.
I Kina och i Ryssland tjuvjagas leoparden. Det anses dock att underarten lever fullkomligt fredad i Nordkorea.

## Levnadssätt
En amurleopard kan i det vilda bli 10 till 15 år gammal. Exemplar i djurparker kan leva i upp till 20 år.

### Jakt och föda
Amurleoparden livnär sig av flera olika djur. Det kan sägas att djuret är en opportunist som äter allt från insekter, som till exempel skalbaggar, till större hovdjur. Amurleopardens byten utgörs främst av små till medelstora hjortdjur som sikahjort och rådjur. Även vildsvin är ett normalt rov för amurleoparden.
Som andra leoparder jagar denna underart ensam, och en individs revir kan vara mellan 50 och 400 kvadratkilometer stort. Bytet bärs vanligtvis upp i ett träd innan det äts.

### Parning och barnavård
Amurleoparden lever mestadels ensam. Hanen och honan träffas bara i samband med parninen i januari eller februari. Därefter är honan dräktig i mellan 90 och 105 dagars tid, varefter hon föder mellan 1 och 6 ungar. Vanligtvis överlever endast en eller två ungar till ett års ålder.

## Hot och bevarandeprojekt
Amurleoparden har beskrivits som världens mest hotade kattdjur, möjligen i konkurrens med iriomotekatten. I slutet av 1970-talet fanns mindre än 30 viltlevande individer, vilket därefter ökat genom framför allt olika bevarandeprojekt. I det vilda levde i början av 2000-talet uppskattningsvis cirka 100 individer, i djurparker cirka 220 (år 2022). IUCN listar underarten som akut hotad (critically endangered).

### Olika hot och effekter
Populationens minskning beror huvudsakligen på illegal jakt för pälsens och skelettets skull. Ben av amurleopard används i traditionell asiatisk medicin. Dessutom hotas underarten av skogsröjning. Amurleopardens viktigaste byten – vilda hovdjur – har trängts åt sidan av tamboskap. Därför tvingas amurleoparden livnära sig på dessa, och sedan blir den jagad och förföljd av människan. Hela beståndet hotas dessutom av inavel eftersom det finns så få individer. Ungarna kan därför ha missbildningar eller vara ofruktsamma. Även ungarnas dödlighet blir på så sätt hög.
Amurleoparden har under 2000-talet börjat uppvisa en del avvikande beteenden. Bilder har tagits av dessa med byten som hundar eller ofria hjortar. Att amurleoparden har börjat röra sig närmare människor är något dessa aldrig gjort förut och det är också en stor risk de tar. Människor som blir av med sina boskap skjuter ofta rovdjuren för att skydda sina egna djur.

### Ryssland och WWF
2012 grundades naturreservatet "Land of Leopard", omfattande ett 2 500 kvadratkilometer stort skogsområdet i ryska Primorskijregionen. I detta området beräknas cirka 60 procent av världens vilda amurleoparder leva.
Världsnaturfonden (WWF) har genom sin verksamhet internationellt och i Ryssland tidigare kunnat samordna bevarandeinsatserna för amurleoparden. 2023 förbjöds dock WWF:s verksamhet i det krigförande Ryssland, vilket hindrat internationellt stöd till projekten för att bevara amurleoparden i Ryssland. Liknande förbud har även drabbat andra internationella stödorganisationer för natur och miljö.
I djurparker fanns i början på 2000-talet 170 amurleoparder som stammade från ursprungligen nio individer. Dessutom är det för en hane som tillhörde dessa nio exemplar inte tillräckligt känt om den verkligen var en amurleopard. I Sverige deltar bland annat Nordens Ark och Parken Zoo i det europeiska avelsprogrammet EEP, med syfte att bevara amurleoparden.

### Skogsavverkning
På grund av skogsavverkning har amurleoparder tvingats tillbaka från sina områden. Det har också delat upp de små bestånden, vilket medfört att den vilda populationen är starkt inavlad. Mellan 1970 och 1983 förorsakade skogsavverkning av 80 procent av amurleopardens naturliga livsmiljö togs bort. Detta har senare ökat ytterligare, genom att lokala bönder röjer ny mark för sina betesdjur.

### Populationen i Nordkorea
I norra Nordkorea fanns två grupper amurleoparder, som dock inte förökade sig. De koreanska myndigheterna tog kontakt med svenske Jonas Wahlström som reste till Korea med adekvat utrustning för att kunna söva och undersöka grupperna. Det visade sig att den ena gruppen enbart bestod av honor och den andra av hannar. Man förflyttade några av djuren och dessa hade åren runt 2010 börjat föröka sig igen.

### Allmänna källor
- Nordens Ark - Amurleopard